# Aechmea mira
Aechmea mira là một loài thực vật có hoa trong họ Bromeliaceae. Loài này được Leme & H.Luther mô tả khoa học đầu tiên năm 2007.